# Musa Kallon
Musa Kallon (ur. 8 kwietnia 1970 w Kenemie) – sierraleoński piłkarz występujący na pozycji pomocnika. Brat innych piłkarzy, Mohameda Kallona i Kemokaia Kallona.

## Kariera klubowa
Kallon karierę rozpoczynał w 1986 roku w zespole Mighty Blackpool. W 1987 roku występował w drużynie East End Lions, a następnie wrócił do Mighty Blackpool, z którym w 1988 roku zdobył mistrzostwo Sierra Leone oraz Puchar Sierra Leone.
W 1989 roku Kallon przeszedł do kameruńskiego Unionu Duala, a w 1990 roku wywalczył z nim mistrzostwo Kamerunu. W 1991 roku odszedł do Racingu Bafoussam, z którym dwukrotnie zdobył mistrzostwo Kamerunu (1992, 1993).
W 1994 roku Kallon został zawodnikiem tureckiego Vansporu, grającego w pierwszej lidze i spędził tam sezon 1994/1995. W sezonie 1995/1996 występował z kolei w zespole pierwszej ligi rumuńskiej – Sportulu Studențesc Bukareszt. W kolejnych latach Kallon grał w indonezyjskich drużynach PSM Makassar, Persikota Tangerang oraz Persebaya Surabaya. W 1999 roku zakończył karierę.

## Kariera reprezentacyjna
W 1996 roku Kallon został powołany do reprezentacji Sierra Leone na Puchar Narodów Afryki, zakończony przez Sierra Leone na fazie grupowej. Zagrał na nim w meczach z Burkina Faso (2:1), Algierią (0:2) i Zambią (0:4).